# アレックス・バウマン
アレクサンデル・バウマン（Alexander Baumann、1964年4月21日 - ）は、チェコスロバキア社会主義共和国プラハ出身のカナダ人男子競泳選手である。1984年ロサンゼルスオリンピックで200m個人メドレー・400m個人メドレーの二冠を達成した選手。

## 経歴
チェコスロバキア社会主義共和国プラハで生まれたが、プラハの春の影響で5歳のときにカナダに移住した。

### 1984年ロサンゼルスオリンピック
20歳で初出場となったロサンゼルスオリンピックでは200m自由形・200m個人メドレー・400m個人メドレー・400mリレー・800mリレーの5種目に出場。200m個人メドレーでは予選で五輪新記録をマークし、決勝では世界新記録2:01.42で優勝。400m個人メドレーでも予選で五輪新記録、決勝で世界新記録4:17.41を樹立し、二冠を達成した。200m自由形はB決勝棄権、400mリレーは7位入賞、800mリレーは5位入賞を果たした。

### 1986年世界水泳選手権
200m個人メドレーで銀、400m個人メドレーで銅メダルを獲得するも、金メダルは獲得出来なかった。